# Liste des saints et bienheureux jésuites
Cette liste regroupe par ordre alphabétique les saints et les bienheureux, membres de la Compagnie de Jésus. La date indiquée est celle de leur mort.

## Les saints
- José de Anchieta	1597
- Modeste Andlauer  1900
- Robert Bellarmin	1621 (Docteur de l'Église)
- Jean Berchmans	1621
- Jacques Berthieu	1896
- André Bobola	1657
- François Borgia	1572
- Jean de Brébeuf 1649
- Alexandre Briant     1581
- Jean de Britto 1647
- Edmond Campion 1581
- Pierre Canisius	1597	(Docteur de l'Église)
- Juan del Castillo   1628
- Noël Chabanel 1649
- Pierre Claver 1654
- Antoine Daniel 1648
- François De Geronimo 1716
- Paul Denn 1900
- Philip Evans  1679
- Pierre Favre 1546
- Thomas Garnet 1608
- Charles Garnier 1649
- Louis de Gonzague	1591
- Roque González de Santa Cruz 1628
- René Goupil 1642
- Alberto Hurtado 1952
- Rémy Isoré 1900
- Isaac Jogues 1646
- Jacques Kisaï 1597
- Stanislas Kostka	1568
- Claude La Colombière 1682
- Jean de La Lande 1646
- Gabriel Lalemant 1649
- David Lewis 1679
- Ignace de Loyola 1556
- Léon-Ignace Mangin  1900
- Paul Miki	1597
- Henry Morse  1645
- John Ogilvie 1615
- Nicolas Owen 1606
- Joseph Pignatelli	1811
- Étienne Pongrácz 1619
- Miguel Agustin Pro 1927
- Bernardino Realino	1616
- Jean-François Régis	1640
- Alphonse Rodríguez 1617
- Alphonse Rodríguez-Olmedo  1628
- José Maria Rubio	1929
- Jean Soan de Goto  1597
- Henry Walpole  1595
- François Xavier	1552

## Les bienheureux
- Rodolphe Acquaviva  1583
- Jérôme de Angelis 1623
- René-Marie Andrieux 1792
- Tiburcio Arnaiz Muñoz  1926
- Ralph Ashley 1606
- Antonio Baldinucci 1717
- Narcisse Basté Basté 1936[1].
- Pierre Berno 1583
- Jan Beyzym 1912
- Jacques Bonnaud 1792
- William Barrow 1679
- Jacques Carvalho 1624
- Dominic Collins 1602
- Alfred Simón Colomina (pl) 1936
- Ralph Corbie 1644
- Jean-Nicolas Cordier 1794
- John Cornelius 1594
- Camille Costanzo 1622
- Thomas Cottam 1582
- Guillaume-Antoine Delfaud 1792
- John Fenwick 1679
- Ambroise Fernandez 1620
- Roger Filcock 1601
- Thomas Sitjar Fortia 1936
- John Gavan 1679
- Rutilio Grande  1977
- Thomas Holland 1642
- Bernardo de Hoyos 1735
- Joseph Imbert 1794
- Pierre Kasui Kibe 1639
- Léonard Kimura 1619
- Sébastien Kimura 1622
- Alexandre Lenfant 1792
- Martyrs du Brésil 1570

Ignace d'Azevedo ; Diego de Andrade ; Manuel Álvarez ; Francisco Álvares (pt) ; Amaro Vaz ;
Pedro Fontoura ; Antonio Fernández ; Simao da Costa ; Jean de Mayorga ; Alfonso de Baena (es) ; Esteban de Zudaire (es) ; Juan Zafra ; Gregorio Escribano
- Jean-Baptiste Machado de Távora 1617
- Julien Maunoir	1683
- Rupert Mayer 1945
- Michel Nakashima 1628
- John Nelson	1578
- Francis Page 1602
- Jacques Salès 1593
- Diego Luis de San Vitores 1672
- Giovanni Antonio Solinas 1683
- Guillaume Saultemouche 1593
- Charles Spinola 1622
- John Sullivan  1933
- Anthony Turner 1679
- Thomas Whitbread 1679
- Thomas Woodhouse  1573
- Peter Wright 1651
- Simon Yempo 1623